# Autophon

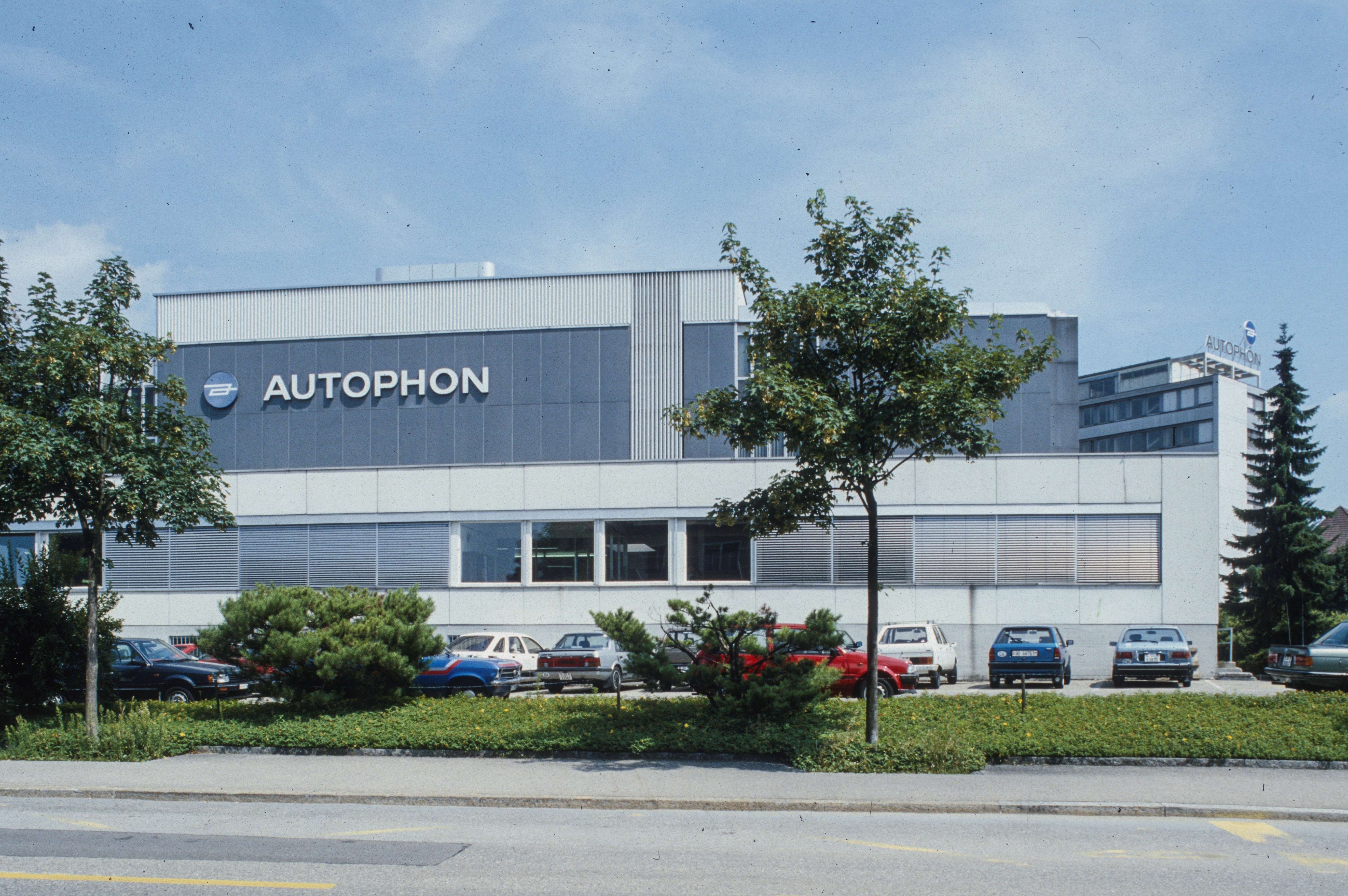
Autophon in Solothurn 1987

Die Autophon AG, später Autophon Holding AG, war ein Schweizer Hersteller von Telekommunikationsgeräten mit Sitz in Solothurn, der von 1922 bis 1987 bestand, als das Unternehmen mit der Hasler Holding und Zellweger Telecommunications zur Ascom fusionierte. Ursprünglich gegründet als Spezialfabrik für automatische Telefonie, stellte Autophon später unter anderem auch Radio- und Fernsehempfänger, Funkgeräte und Anzeigeanlagen her. Zum Zeitpunkt vor der Fusion im Jahr 1986 war die Autophon-Gruppe der zweitgrösste Telekommunikationskonzern der Schweiz.

## Geschichte

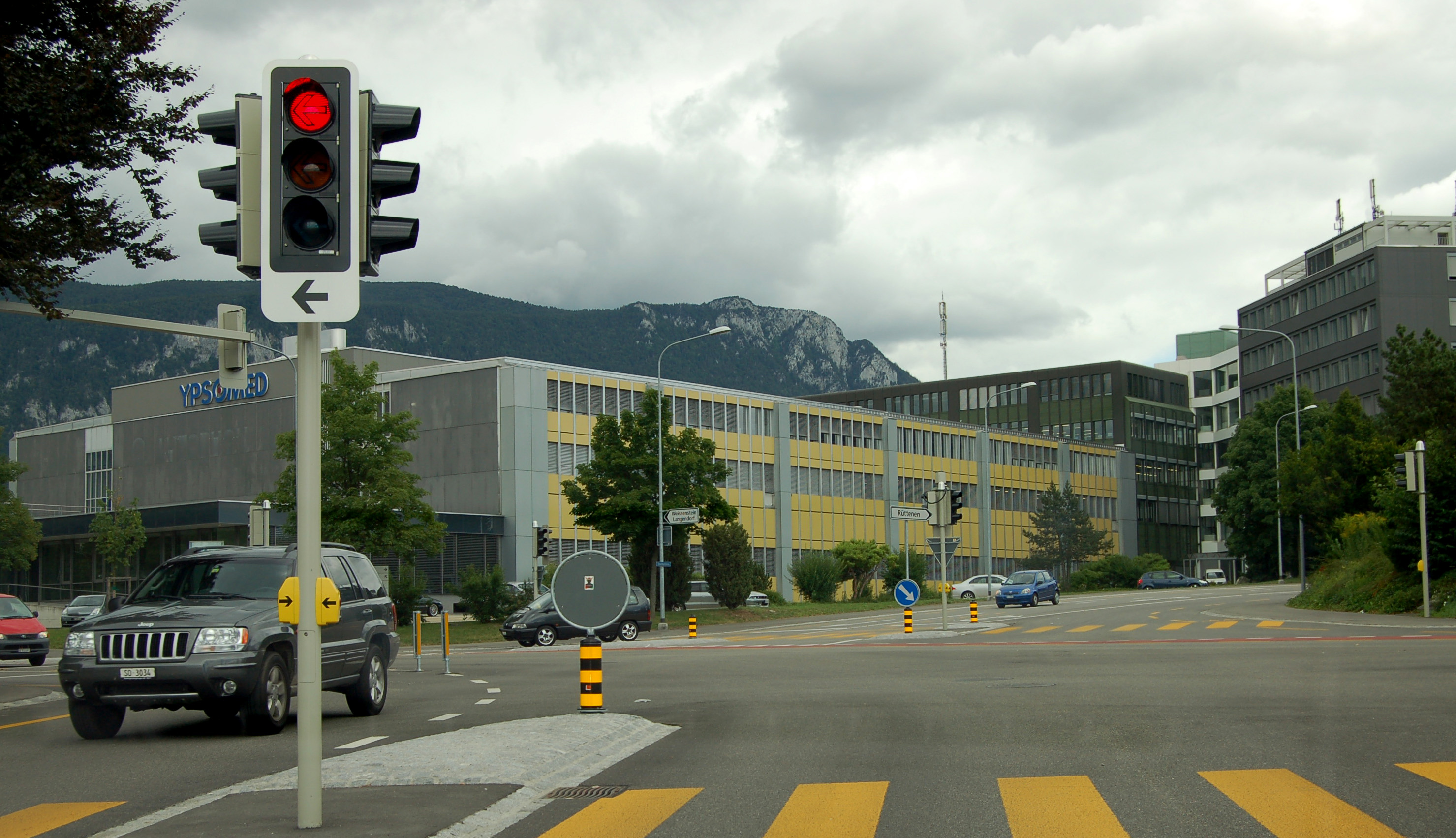
Ehemalige Autophon-Gebäude in Solothurn, heute Ypsomed-Produktionsstandort

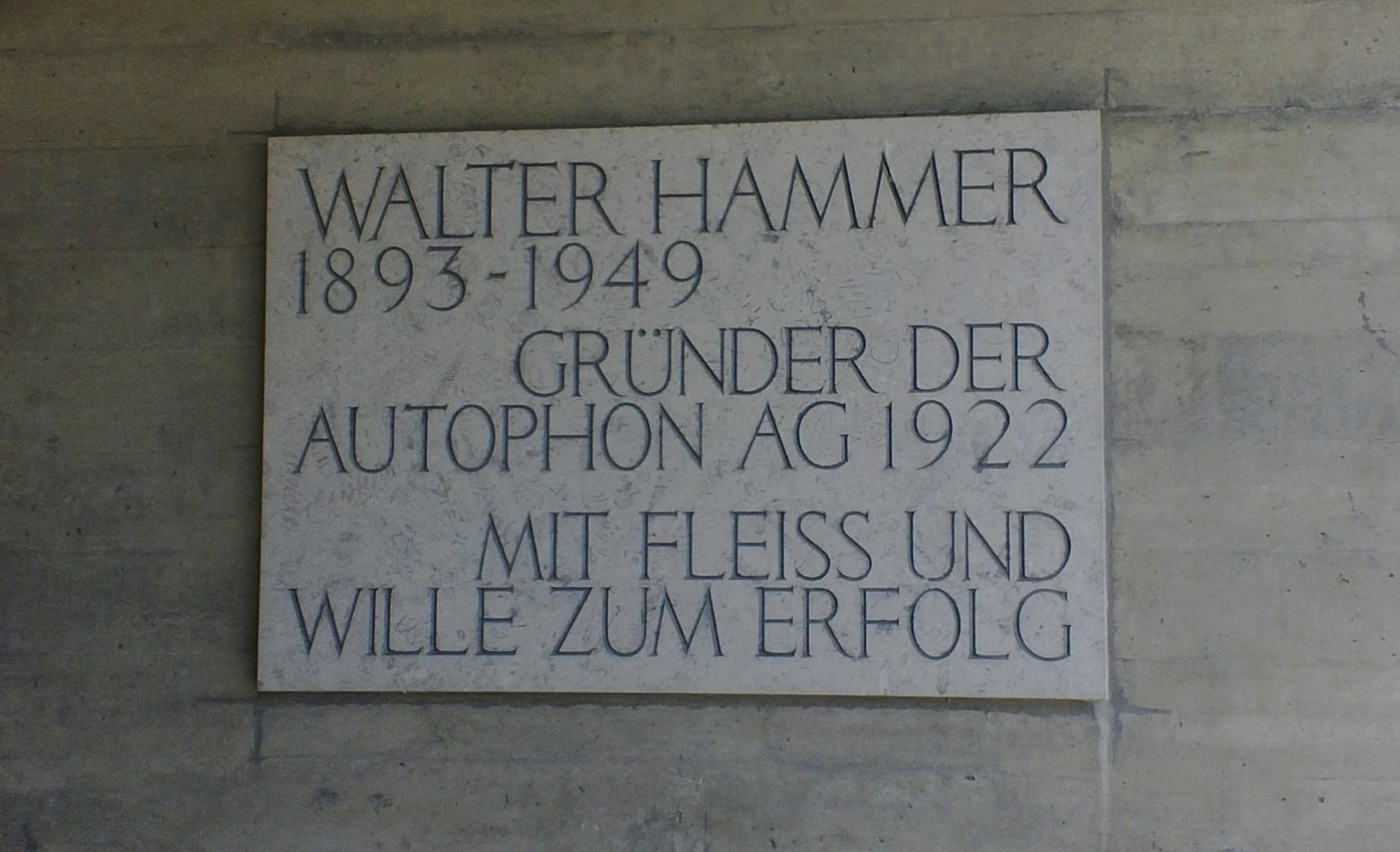
Gedenktafel für Walter Hammer am ehemaligen Autophon-Gebäude

Das Unternehmen wurde 1922 von solothurnischen Industriellen unter der massgeblichen Beteiligung von Walter Hammer, dem ersten Direktor der Autophon AG, gegründet. Erster Präsident des Verwaltungsrats war der spätere Bundesrat Hermann Obrecht. Automatische Vermittlungsanlagen für Telefongespräche stellten damals eine Neuerung dar; Autophon war die erste Spezialfabrik für betriebsinterne, automatische Haustelefonanlagen in der Schweiz. Abnehmer für die Anlagen fanden sich in Unternehmen der Industrie, des Handels und in Dienstleistungsbetrieben wie auch in der Verwaltung. In den 1930er Jahren wurde das Fabrikationsprogramm unter anderem um Personensuchanlagen und Telefongeräte für die Schweizer Armee erweitert. Während mehr als zwanzig Jahren lieferte Autophon zudem Allwellenempfänger an die Armee. Diese wurden im Zweiten Weltkrieg auch auf dem Jungfraujoch eingesetzt, um den europäischen Funkverkehr zu überwachen. Auch wurde ein sogenanntes Schallrichtungsmessgerät entwickelt und produziert, das der Ortung feindlicher Artilleriestellungen diente. Autophon erwarb die privaten Telefongesellschaften von Zürich und Basel, gründete in Lausanne eine Generalvertretung für die Westschweiz und begann auch mit dem Export ihrer Produkte, besonders nach Frankreich und Italien.
1931 begann Autophon mit der Herstellung von Telefonrundspruch-Geräten, im Herbst 1932 folgten Radioempfänger. Der Einstieg von Autophon in die Radioproduktion diente auch zum Auffang des Einbruchs im Geschäft mit automatischen Telefonanlagen, der dadurch erfolgte, dass die damaligen schweizerischen Post-, Telefon- und Telegrafenbetriebe (PTT) von ihren Monopolrechten Gebrauch machten. Nur noch die PTT waren berechtigt, Teilnehmeranlagen an das öffentliche Telefonnetz anzuschliessen, und Autophon wurde dabei im Gegensatz zu den Konkurrenzunternehmen Standard Telephon und Radio, Albiswerk Zürich und Hasler Bern nicht berücksichtigt. Begründet wurde dies damit, dass die drei Firmen jeweils ihr eigenes System verwendeten und die Monteure der PTT mit den Konkurrenzsystemen von den Ortszentralen her bereits vertraut seien. Die Einführung eines vierten Systems könne man nicht verantworten.
Die ersten Autophon-Radiogeräte Rex 33 und Rex 34 waren keine Eigenentwicklungen, sondern Nachbauten unter einer Lizenz von C. Lorenz. Ab 1935 wurden eigene Geräte produziert, die erste Eigenentwicklung war das Modell Rex-Medium. Von 1933 bis 1949 bestand eine Vereinbarung mit der Ladenkette Radio Steiner, die den Vertrieb der Autophon-Geräte übernahm. Anschliessend baute Autophon eine eigene Organisation für den Vertrieb und die Wartung ihrer Radio- wie auch der in den 1950er Jahren ebenfalls in Produktion befindlichen Fernsehgeräte auf. Auch wurden in den 1950er und 1960er Jahren verschiedene Tochtergesellschaften im Ausland gegründet. Jedoch wurde die Entwicklung und Fabrikation eigener Radio- und Fernsehgeräte der Autophon bereits 1956 eingestellt, da durch günstige Importgeräte deutscher Hersteller ein starker Preisdruck bestand. Die Radio-TV-Vertriebs- und Serviceabteilung setzte das Geschäft mit ausländischen Geräten fort und übernahm auch den Bau von Antennen- und Betriebsfernsehanlagen.
Ab 1945 entwickelte das Unternehmen Funksprechgeräte für den zivilen Einsatz. Die ersten Geräte wurden 1948 an die Polizei von Basel, die SBB für den Rangierfunk im Bahnhof Luzern und an die Schifffahrtsgesellschaft des Vierwaldstättersees geliefert. Darüber hinaus entwickelte ab den 1970er Jahren Autophon zusammen mit dem Aachener Computerhersteller Krantz Computer Informations-Display-Systeme für dessen Mulby-Computer, welche auf Flughäfen, darunter ab 1977 auf dem Flughafen Frankfurt Main, sowie auf Bahnhöfen und Aktienmärkten Anwendung fanden.
Als die Autophon AG 1972 ihr fünfzigjähriges Bestehen feierte, beschäftigte die Gruppe zusammen mit ihren Schwestergesellschaften Téléphonie S.A. und Electrona S.A. rund 3300 Personen bei einer konsolidierten Fakturierung von 212 Mio. Schweizer Franken. 1984 fusionierte Autophon mit dem Telefonhersteller Gfeller AG in Flamatt zur Autophon Holding AG. Anfang 1987, zum Zeitpunkt der Fusion mit der Hasler Holding und Zellweger zur Ascom, war die Autophon-Gruppe der zweitgrösste Telekommunikationskonzern der Schweiz nach der Hasler Holding und beschäftigte weltweit 6000 Mitarbeiter. Die konsolidierte Fakturierung betrug 780,9 Millionen Franken.
Eine Studie des Berner Historikers Peter Hug ergab 2005, dass mehrere Schweizer Firmen während der Zeit der Apartheid widerrechtlich Kriegsmaterial geliefert hätten. So hatte die Autophon 1966 der südafrikanischen Staatspolizei für 3 Mio. Franken SE-18-Funkgeräte verkauft. Der ehemalige Leiter des Autophon-Exportes konterte darauf in einem Leserbrief, die Staatspolizei von Südafrika sei ein regulärer Kunde gewesen, dem Polizeifunkgeräte geliefert worden seien, wie dies Autophon weltweit an unzählige Polizeikorps gemacht habe.
Geräte der Autophon können im Museum Enter besichtigt werden.

## Galerie

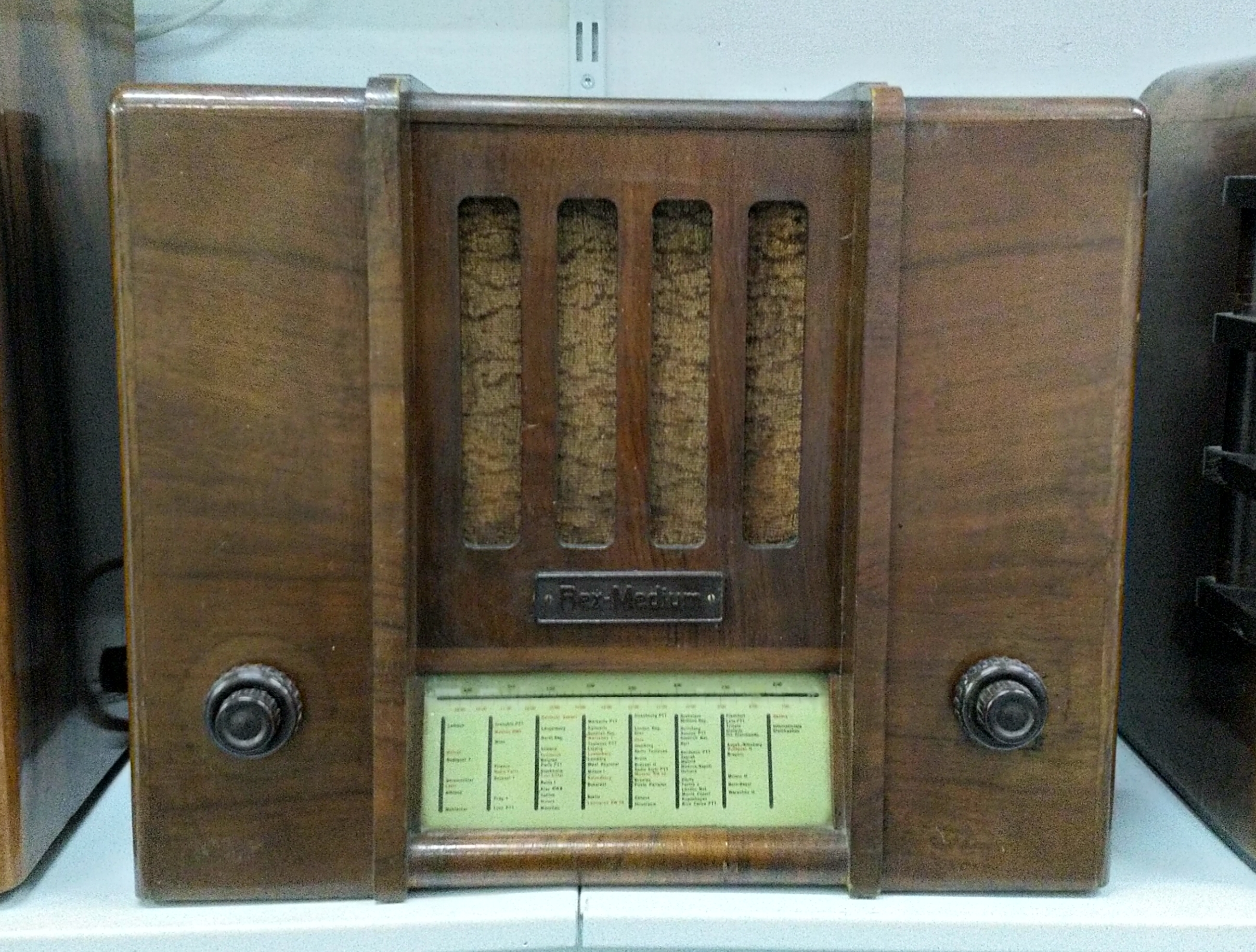
Rex-Medium, der erste von Autophon entwickelte Radioempfänger, im Museum Enter.
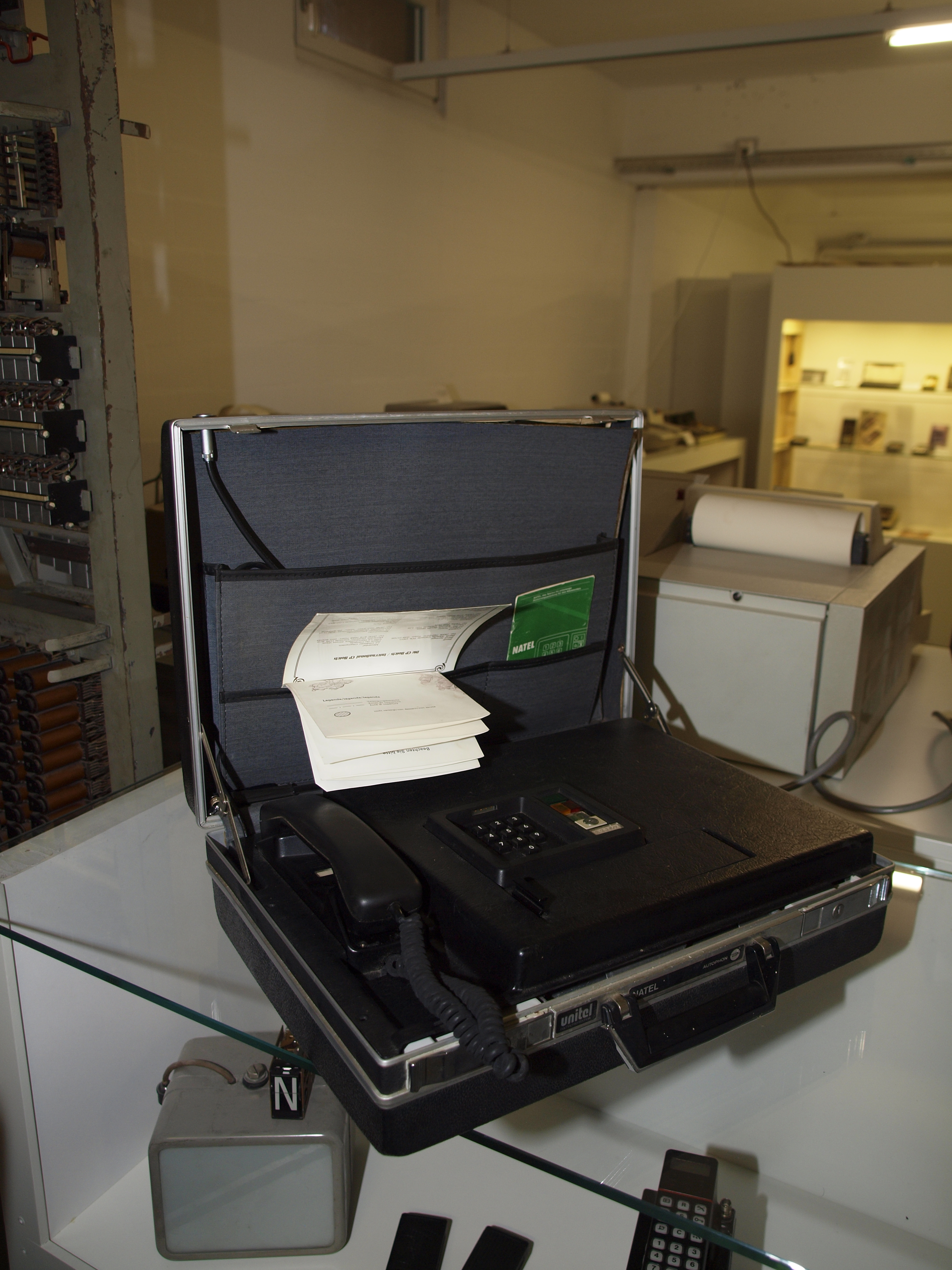
Natel A, das erste tragbare Mobiltelefon in der Schweiz. Hersteller: Unitel und Autophon.
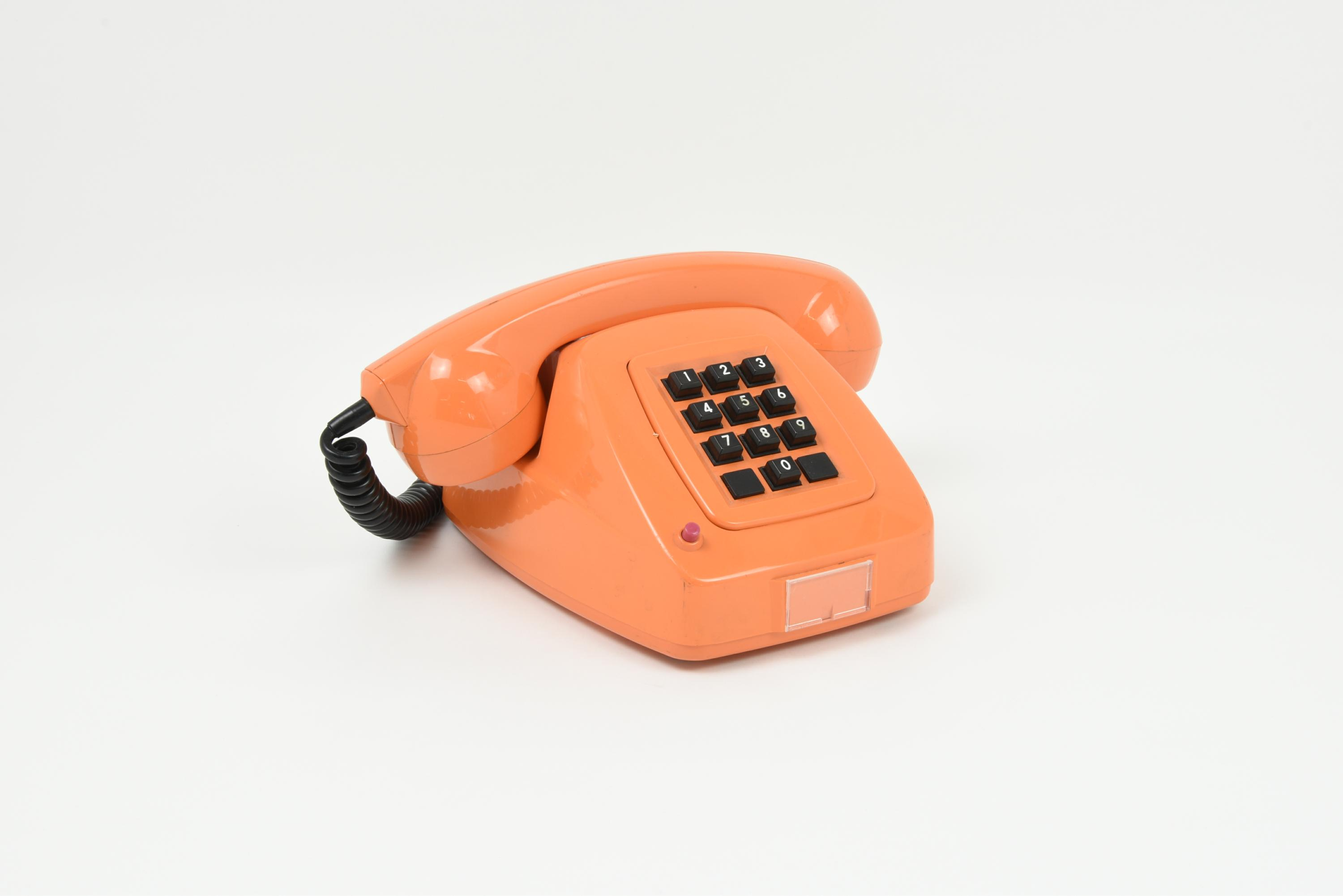
Autophon-Telefon Modell 70.